# 陈钢 (1958年)
陈钢（1958年12月—），男，汉族，江苏江阴人，中华人民共和国政治人物。曾任国家市场监督管理总局党组成员，中共十九大代表，第十三届全国政协委员。